# Lazdynų Pelėda

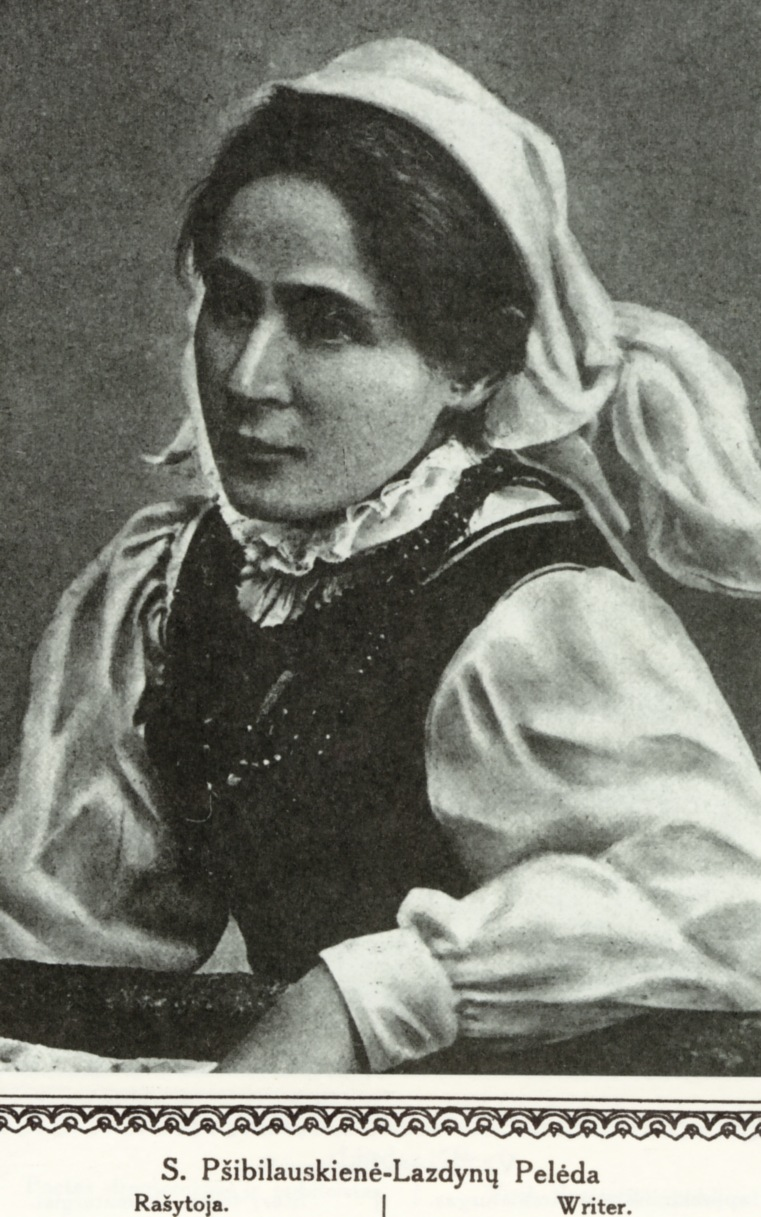
Sofie Pšibiliauskienė

Lazdynų Pelėda je společný pseudonym dvou litevských spisovatelek-sester Sofie Ivanauskaitė-Pšibiliauskienė (16. září 1867 Paragiai, Ruská říše – 15. března 1926 Paragiai, Litva) a Marie Ivanauskaitė-Lastauskiene (3. května 1872 Šiauliai, Ruská říše – 19. července 1957 Kaunas, Litevská SSR), který používali v letech 1898–1926.

## Životopis
Sestry se narodily v rodině litevského šlechtice Nikodemose Ivanauskase. Otec se o hospodářské záležitosti příliš nezajímal, publikoval své básně a prózu v polských časopisech, studoval umění v Mnichově a po návratu domů hodně maloval.

### Sofie Ivanauskaitė
Sofie získala vzdělání doma. V roce 1891 se provdala za statkáře Rapola Pšibiliauska, po dvou dětech se rozvedla. Od roku 1898 psala pro „Varpe“ a „Ūkininke“. V roce 1903 se s dětmi přestěhovala do Vilniusu, kde dělala příležitostné práce a pokračovala ve své tvorbě. R. 1914 začala pracovat v Čiurlionisově obrazárně v Kaunasu. V roce 1926 onemocněla a zemřela.

### Marie Ivanauskaitė

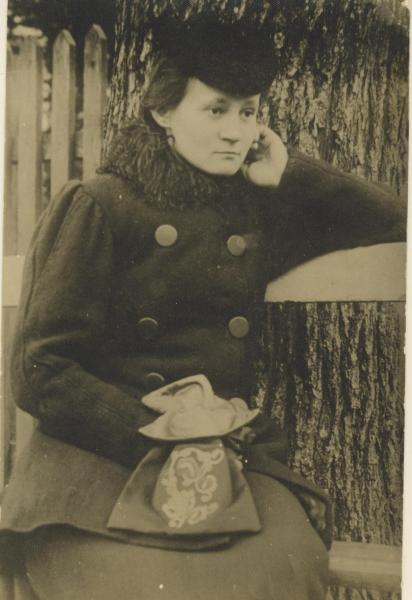
Marie Lastauskienė kolem r. 1902

Marija žila s rodiči do svých 16 let. Později se v Šiauliai učila šít, po třech letech odešla ke své tetě do Varšavy, po devíti letech do Petrohradu. V roce 1903 se tam provdala za Václava Lastovskia, o deset let mladšího běloruského literárního kritika a politika. Po dvou dcerách, které s ním měla, se rozvedla. V letech 1905–1907 se po pobytu doma a v Rize přestěhovala do Vilniusu, kde pracovala jako výtvarnice. V roce 1938 se přestěhovala do Kaunasu a tam v roce 1957 zemřela.

### Tvorba
Dílo sester je vedle díla Šatria Ragany (Marie Pečkauskaitė) příkladem kultury šlechtických sídel a témat v litevské literatuře.
Díla publikovaná pod pseudonymem Lazdynų Pelėda v letech 1898–1908, téměř všechna patří Sofii. Od roku 1908 vycházely pod stejným pseudonymem příběhy a vyprávění její sestry Marie. Marie psala polsky, její díla do litevštiny volně přeložila Sofie. V poměrně produktivním díle Lazdyny Pelėdy proto dominantní role patří Sofii. Po smrti své sestry začala Marie psát v litevštině a svá díla vydávat pod svým příjmením po manželovi.
V sovětské literární kritice byla jejich práce klasifikována jako kritický realismus. Současní badatelé preferují termín psychologický realismus. Hlavními tématy Lazdyny Pelėdy jsou osud ženy, život litevské vesnice, degradace šlechty a rozpory mezi rolníky a statkáři.

### Památky
R. 1966 bylo ve spisovatelčině rodném domě v Paragiai zřízeno muzeum. V roce 1995 byl ve Vilniusu odhalen pomník „Sestry“ (sochařka Dalia Matulaite, architekti Rimantas Buividas a Jūras Balkevičius).

## Dílo v češtině
- Kdo nepřítelem? – in: 1000 nejkrásnějších novel... č. 61; úvod František Sekanina; z litevštiny/polštiny přeložil Karel Handzel. Praha: J. R. Vilímek, 1914